# Guillermo Franco Herrera
Guillermo Pablo Franco Herrera (Guayaquil, Império Espanhol, 8 de fevereiro de 1811 – Callao, Peru, março de 1873) foi um militar e político equatoriano, autoproclamado Chefe Supremo em 1859. Derrotado, exilou-se no Peru, onde morreu aos 62 anos.

## Biografia
Desde muito jovem, Franco demonstrou vocação em se tornar militar. Não pôde participar da Revolução de 9 de outubro de 1820 devido à sua tenra idade, mas logo depois se matriculou na Escola Náutica fundada pelo Almirante Juan Illingworth Hunt. Em 31 de agosto de 1828, junto com José María Urvina, Francisco Robles, Luis de Tola e vários outros, sob o comando do Capitão Tomás Carlos Wright, participou com distinção na Batalha de Punta Malpelo.
Durante os primeiros anos da República do Equador, Franco continuou sua ascensão na hierarquia, até que em 1857, durante a presidência do General Francisco Robles, foi designado Chefe da Guarnição de Guayaquil. Em agosto de 1859, Franco era o Comandante Geral do Distrito de Guayas e o terceiro na hierarquia do caudilho urbinista, depois de Urvina e Robles.
Em Quito, um triunvirato formado pelos médicos Gabriel García Moreno, Jerónimo Carrión e Pacifico Chiriboga estabeleceu-se em oposição ao regime de Robles. Franco aproveitou a oportunidade, declarando-se Chefe Supremo de Guayaquil e Cuenca em 17 de setembro. Fez um acordo com o presidente peruano Ramón Castilla, que pretendia aproveitar ao máximo a guerra civil equatoriana para garantir um resultado favorável para o seu lado durante a intervenção peruana no Equador de 1858-1860, convencendo adicionalmente Castilla a apoiá-lo contra García Moreno.
Em 25 de janeiro de 1860, o Tratado de Mapasingue foi assinado por Franco e Castilla, com Franco aceitando as exigências peruanas em troca de dinheiro, homens, armas, navios e munições para a luta que se aproximava contra o governo provisório de García Moreno. No entanto, García Moreno conseguiu aliar-se ao ex-inimigo Juan José Flores, um general experiente que assumiu o comando do exército do governo provisório, e derrotou as forças de Franco em Babahoyo. Franco recuou para Guayaquil, onde contou com o apoio dos navios peruanos ancorados no rio Guayas. Ele foi, no entanto, derrotado mais uma vez em 24 de setembro de 1860, na histórica Batalha de Guayaquil.
Franco abandonou o país a bordo da escuna equatoriana Cuatro de Julio e buscou refúgio no Peru. Nunca mais retornou ao Equador e morreu em Callao, Peru, em março de 1873.